# Lilli Gast
Lilli Gast (geb. 9. März 1956) ist eine deutsche Psychologin, die, ohne Psychoanalytikerin zu sein, ihren beruflichen Schwerpunkt auf die Psychoanalyse legte und die Mitgliedschaft in psychoanalytischen Fachverbänden erwarb. Im Jahr 2004 habilitiert war sie von 2009 bis 2017 Vizepräsidentin und von 2020 bis 2021 Interimspräsidentin der International Psychoanalytic University Berlin (IPU).

## Akademischer Werdegang
Lilli Gast studierte von 1976 bis 1982 Psychologie, Philosophie und Soziologie an der Philipps-Universität Marburg und der Freien Universität Berlin (FUB) und schloss mit einem Diplom in Psychologie ab. Von 1984 bis 1989 war sie wissenschaftliche Mitarbeiterin am Berliner Psychologischen Institut im damals sogenannten Fachbereich Philosophie und Sozialwissenschaften (FB 11) der Freien Universität. Zwischen 1990 und 1991 promovierte Gast am damaligen Wissenschaftlichen Zentrum für Psychoanalyse, Psychotherapie und Psychosoziale Forschung der Gesamthochschule Kassel (GhK), die 2003 in die Universität Kassel überging.
Ab 1990 war Lilli Gast als freie Wissenschaftlerin und Lehrbeauftragte an der Berliner FU und der Universität Innsbruck tätig. Von 1998 bis 2004 war sie wissenschaftliche Assistentin am Institut für Kritische Psychologie am Fachbereich Erziehungswissenschaft und Psychologie der Freien Universität Berlin.
Mit ihrer Habilitation an der Leibniz Universität Hannover im Jahr 2004 erhielt sie die Venia legendi (Lehrbefugnis) für das Fachgebiet Psychologie einschließlich der psychoanalytischen Sozialpsychologie und Kulturtheorie. Danach war sie bis 2008 am dortigen Institut für Soziologie und Sozialpsychologie Privatdozentin. Im Jahr 2009 wurde sie sowohl an der Leipziger Universität zur außerplanmäßigen Professorin als auch an der International Psychoanalytic University Berlin (IPU) zur ordentlichen Professorin ernannt, bis sie 2017 ihre Professur für theoretische Psychoanalyse und Subjekt- und Kulturtheorie an der IPU niederlegte und zur Seniorprofessorin ernannt wurde.

## Berufliches Schaffen

### Wissenschaftliche Arbeit
Lilly Gast forscht, lehrt und publiziert im Bereich der psychoanalytischen Erkenntnistheorie und Metapsychologie, der Ideen- und Theoriegeschichte der Psychoanalyse und der psychoanalytischen Subjekt- und Geschlechtertheorie. Daneben ist sie befasst mit der ethischen Dimension der Psychoanalyse und ihrer Verbindung zur philosophischen Anthropologie.
Während ihrer Tätigkeit am Berliner Psychologischen Institut von 1984 bis 1989 etablierte Lilli Gast dort eine psychoanalytische Frauenberatung. Ab 1990 richtete sie ihr Forschungsinteresse als freie Wissenschaftlerin und Lehrbeauftragte auf die Psychoanalyse und hier insbesondere auf die psychoanalytische Ideengeschichte und ihre Kultur- und Subjekttheorie. Vor diesem Hintergrund entstand beispielsweise ihre Schrift Differenzdiskurse, die sich mit dem Subjekt der Psychoanalyse zwischen Ursprung und Objekt befasste, oder ein, wie sie es nannte, „theoriegeschichtlicher Streifzug“, den sie unter das Motto Doch alle Lust will Ewigkeit stellte.
Neben Vortragstätigkeit und Teilnahme an Podiumsdiskussionen in Deutschland, Österreich und der Schweiz bot Gast über einen Zeitraum von fast 20 Jahren bis 2009 Supervision in psychosozialen Einrichtungen wie Frauenhäusern oder von ihnen betriebene Zufluchtswohnungen an, die Schutz vor häuslicher Gewalt für Frauen gewähren. Seit 1993 ist sie an der Organisation von Tagungen und Symposien in Kooperation mit den psychoanalytischen Instituten der Deutschen Psychoanalytischen Vereinigung (DPV) und der Deutschen Psychoanalytischen Gesellschaft (DPG) beteiligt.
Während ihrer Zeit am Institut für Kritische Psychologie etablierte Gast von 1998 bis 2004 den Studien- und Forschungsschwerpunkt Psychoanalytische (Subjekt-)Theorie und Wissenschaftsgeschichte. Anlässlich des hundertfünfzigsten Geburtstag von Sigmund Freud gab sie gemeinsam mit Peter Mattes das Buch Freudiana heraus, das Abschlussarbeiten aus diesem Studiengang vorlegt.
Von 2009 bis 2017 war Gast Vizepräsidentin der IPU und wurde 2018 in deren Stiftungs- und Aufsichtsrat berufen. Diesen Sitz legte sie im Juli 2020 nieder und wurde im August in Nachfolge von Ilka Quindeau Interimspräsidentin der IPU. Dabei war ihr daran gelegen, die IPU „als Ort der universitären Psychoanalyse, des offenen Diskurses und aufgeklärten Denkens auch künftig sichtbar“ zu halten und weiterzuentwickeln. Nach Übernahme der Präsidentschaft durch Jan-Hendrik Olbertz als Erziehungswissenschaftler und nunmehr fünfter Präsident der IPU im Juli 2021 kehrte Gast im August in den Stiftungs- und Aufsichtsrat der Trägerstiftung zurück. Aus Anlass des Wechsels im Präsidium lud die IPU auf YouTube ein Video hoch, in dem Daniel Jakubowski mit Olbertz und Gast über Vergangenheit, Gegenwart und Zukunft der IPU sprach.
Im Januar 2021 sprach Lilli Gast vor der Polish Academy of Sciences im Rahmen einer internationalen Konferenz am Institute of Philosophy and Sociology in Warschau über die Psychoanalyse in Polen und gab ihrem Vortrag den Untertitel Only History or Challenge? (deutsch: Nur Geschichte oder Herausforderung?). Im Dezember desselben Jahren sprach Gast mit der Professorin für Entwicklungspsychologie Inge Seiffge-Krenke und dem Psychosomatiker Matthias Franz über eine, im Frühjahr 2022 an der IPU angebotene und zertifizierte Fortbildung zum Thema „Väter“, in der es „um die Vaterrolle im gesellschaftlichen Wandel“ ging.
Seit langen Jahren ist Lilli Gast Mitherausgeberin des Periodikums Jahrbuch der Psychoanalyse und Mitglied im sogenannten Editorial Board der German Annuals des International Journals of Psychoanalysis. Weiterhin ist sie Mitherausgeberin der auf über 30 Bände konzipierten Reihe Psychoanalyse im 21. Jahrhundert. Daneben ist sie Gutachterin im Peer-Review-Verfahren der Zeitschrift Psyche.

### Kritik an der Entsexualisierung des psychoanalytischen Diskurses
In ihrer 2004 vorgelegten Habilitationsschrift, die sich dem Verhältnis von Libido und Narzissmus widmet, verknüpft Gast die beiden Themen, die ihr berufliches Schaffen bis dahin bestimmten: Psychoanalyse und Erleben und Lebenswirklichkeit von Frauen. Sie trägt den Titel Libido und Narzissmus – Vom Verlust des Sexuellen im psychoanalytischen Diskurs. Kern dieser wissenschaftlichen „Spurensuche“ ist die Kritik an der Entsexualisierung des psychoanalytischen Diskurses.
Gast befasst sich in ihrer Studie mit der „Analyse der Begriffs-, Ideen- und Problemgeschichte des Freudschen Narzißmuskonstrukts“ unter der Frage, „inwieweit die narzißtische Qualität geschlechterdifferent formulierbar“ sei. Zeitgenössische Auffassungen gäben sich als „zutiefst geschlechtsneutral“ zu erkennen und wären geradezu „geschlechtslos modelliert“.
Ausgehend von dem „historischen Dreieck Freud-Adler-Jung“ beschreibt Gast, wie sich Adler und Jung aufmachten, sich „von der ohnehin umstrittenen und in hohem Maße unpopulären, weil ›anstößigen‹ Libidotheorie zu verabschieden“ und das Psychische „von der Aura des Sexuellen […] zu säubern“. Freud dagegen habe den Narzissmus an die Triebdynamik gebunden, womit seinem Konzept eine „Geschlechtlichkeit eo ipso und sui generis“ innewohne. So folge Gasts Analyse der Begriffsgeschichte des Narzissmus „zugleich dem Schicksal der Freudschen Psychoanalyse und deren sukzessive Entsexualisierung“.
Im „Diskurs der Geschlechterdifferenz sowie der kontemporären Weiblichkeitstheorien“ zeige sich, so Gast in ihrem Resümee, dass das „dialektische Narzißmusverständnis Freuds in der Wiederaufnahme der Triebtheorie weitgehend ausgeschlossen blieb“. Einerseits gebe es in der zeitgenössischen Narzissmusdebatte Positionen, die „Kritik am psychoanalytischen Phallozentrismus“ formulieren, andererseits käme es zu einer „Resexualisierung der Mutter“ sowohl als Frau als auch als Tochter. Das verweise auf die Schwierigkeit, die es bereite, „das so extrem zwischen engelsgleicher Geschlechtslosigkeit und phallischer Glorifizierung polarisierte Narzißmuskonzept wieder zu seiner ursprünglichen sexualisierten Konnotation als dialektische ›Zweiheit‹ mit der Libido zurückzuführen“.
Deutliche „Ablagerungen“ der von dem „historischen Dreieck Freud-Adler-Jung ausgehenden Positionen und Denkweisen“ hätten sich „letztlich in allen hier diskutierten Konzeptionen“ wiedergefunden, so Gast. Doch mit einer „Rückkehr zur ›reinen Lehre‹“ sei es nicht getan und das sei „auch nicht wünschenswert“. Die „Resexualisierung der Psychoanalyse“ dürfe nicht „in einer ebenso unhistorischen Weise“ betrieben werden, „wie ihre Entsexualisierung vonstatten ging“. Darum gelte es, „die Spuren der Geschichte des psychoanalytischen Diskurses genau in den Blick zu nehmen und die Rezeption post-freudianischer Theoreme und Konzepte zu einer präzisen und kritischen Prüfung ihrer Bedeutung für die erkenntnistheoretische Potenz und Ausgelegtheit der Psychoanalyse auszuweiten.“
Mit ihrer Studie wolle Gast gewiss nicht „auf den Stand der Psychoanalyse von 1933“ zurückkehren. Stattdessen gehe es um „nichts Geringeres als die Sicherung eines Anspruchs, den die Psychoanalyse als Wissenschaft einst vertrat, nämlich den auf Aufklärung, Kulturanalyse und Erkenntnistheorie“. Die Psychoanalyse habe mit einer Art ›Mimikry‹ „gesellschaftliche Akzeptanz“ erworben und das komme „einer affirmativen Pragmatik und einem wissenschaftlichen Zweckoptimismus“ gleich, gegen den Gast mit ihrer Studie antritt. Die „Desexualisierung“ sei mit einer „Entsubstantialisierung“ der Psychoanalyse einhergegangen und das könne „als eine der vielfältigen Bemühungen gelesen werden“, der „Geschlechtlichkeit und der Kultur auszuweichen“.

„Die Frage, die sich jeder Versuch der Resexualisierung und Neukonzipierung der Geschlechterdifferenz gefallen lassen muß, ist also, ob sie prävalente und gesellschaftlich sanktionierte Präjudizien bestätigen oder analytisch-aufklärerisch entmythologisieren will, ob sie jenem Insistieren der Kerntopoi psychoanalytischen Denkens einmal mehr entflieht oder aber ob sie dem Ethos der Aufklärung und Widerständigkeit gegen gesellschaftliche Vereinnahmungen gerecht zu werden vermag und damit dem essentiellen Erkenntnisanspruch der Psychoanalyse standhält.“

Wenn es gelte, zu den Wurzeln zurückzukehren, dann sollte es, so Gast, um jene Aspekte gehen, die sich durch ein „Beharren auf Autonomie und Souveränität sowie der kompromißlosen Widerständigkeit gegen gesellschaftliche und wissenschaftspolitische Vereinnahmungen“ auszeichnen.
Der „aktuelle Resexualisierungsdiskurs“ wäre Gast zufolge „nicht ganz frei“ von der „Reduzierung der Frau auf die Mutter“ verknüpft mit der Annahme einer angeblich primären Weiblichkeit und einer ursprünglichen Heterosexualität des Mädchens, welche sich auf männliche Liebesobjekte richte. Dem sei entgegenzutreten. Zwar brächten die „zeitgenössischen Weiblichkeitsentwürfe“ anders als in Freuds Konzeption „weniger empörende und entwertende qualitative Attribuierungen“ hervor, wären auch von angemessenen metatheoretischen Überlegungen über weibliche Subjekthaftigkeit geleitet, andererseits aber seien sie, wie Gast Freud zitierend betont, „durch vielfältige, zutiefst fragwürdige »Lösungen von idealer Einfachheit«“ gekennzeichnet, die den Blick auf einen analytischen Zugang letztlich verstelle.
Differenz müsse „anders als in Hierarchisierungen“ gedacht werden, so dass geschlechterdifferente Imagines in das Verständnis narzisstischer Konzeptualisierung einfließen können, was bis heute, so die Studie, nicht wirklich der Fall sei. Weiblichkeit und Männlichkeit seien in ihren psychischen Anteilen „ebensowenig reine Kultur- und Sozialisationsprodukte wie anatomische Zwangsläufigkeiten“. Die „Libidofigur“ biete sich „für eine Analyse an“, weil sie der „dialektischen Komplexität“ mit einem ihrer Struktur innewohnenden „›Sowohl-als-auch‹“ und gleichzeitig einem „›Weder-Noch‹“ gerecht werde. In diesem „Spannungsfeld“ sei „die narzißtische Qualität zu suchen“.

## Mitgliedschaften
- Sigmund-Freud-Gesellschaft Wien
- Freud Gesellschaft London
- Deutsche Gesellschaft für Sexualforschung
- Ständiger Gast der Deutschen Psychoanalytischen Vereinigung (DPV) und des Berliner Karl-Abraham-Instituts
- Ständiger Gast der Berliner DPG-Arbeitsgruppe am Helgoländer Ufer
- Archiv zur Geschichte der Psychoanalyse e.V.[24]

## Schriften (Auswahl)

### Als Autorin
- Magersucht. Der Gang durch den Spiegel. Zur Dialektik der individuellen Magersuchtsentwicklung und patriarchalgesellschaftlicher Strukturzusammenhänge (= Aktuelle Frauenforschung. Band 2). 4. Auflage. Centaurus Verlagsgesellschaft, Pfaffenweiler 1989, ISBN 3-89085-339-0 (psycharchives.de [abgerufen am 3. Juni 2022] Erstausgabe:  1984).
- Libido und Narzissmus. Vom Verlust des Sexuellen im psychoanalytischen Diskurs. Eine Spurensicherung. edition diskord, Tübingen 1992, ISBN 3-89295-558-1 (psycharchives.de [PDF; 54,0 MB; abgerufen am 30. Mai 2022]).
- Die Einsamkeit der Magersüchtigen. In: psychosozial. Band 55, 1994, S. 65–82.
- Die Wurzeln weiblicher Erkenntnislust? Eine psychoanalytische Spekulation. In: Die Philosophin. Band 7, Nr. 14, 1996, S. 70–78, doi:10.5840/philosophin199671420 (pdcnet.org [abgerufen am 2. Juni 2022]).
- Metamorphosen des Narzißmus. In: Psyche. Band 51, Nr. 1, 1997, S. 46–75.
- Was bedeutet: Verantwortlichkeit? Psychoanalytische Erkundungen im Vorfeld der Frage. Ein Versuch. In: Psyche. Band 60, Nr. 1, 2006, S. 57–73.
- Die Verneinung. Eine Freud-Lektüre. In: Jahrbuch der Psychoanalyse. Band 56, 2008, S. 69–84 (pep-web.org [abgerufen am 3. Juni 2022]).
- "Kein Ort. Nirgends?" Das Subjekt der Erkenntnis und die Idee der Universität. Einige Gedanken aus psychoanalytischer Perspektive. In: Psychologie und Gesellschaftskritik. Band 33/34, Nr. 4/1, 2010, ISSN 0170-0537, S. 153–171 (ssoar.info [PDF; 860 kB; abgerufen am 3. Juni 2022]).
- Melanie Klein. Die Psychoanalyse des Kindes. In: Sibylle Volkmann-Raue, Helmut E. Lück (Hrsg.): Bedeutende Psychologinnen des 20. Jahrhunderts. 2., überarbeitete  Auflage. VS-Verlag, Wiesbaden 2011, ISBN 978-3-531-17815-8, S. 117–127.
- Das Unheimliche der Ambivalenz. In: Forum der Psychoanalyse. Band 27, 2011, S. 349–358, doi:10.1007/s00451-011-0084-6.
- Das Subjekt in der Zeit. Einige psychoanalytische Überlegungen zu Ethik der Endlichkeit und der Generationalität. In: Insa Härtel, Lars Church-Lippmann, Christine Kirchhoff, Anna Tuschling, Sonja Witte (Hrsg.): Orte des Denkens – mediale Räume. Psychoanalytische Erkundungen (= Psychoanalytische Blätter. Band 33). Vandenhoeck & Ruprecht, Göttingen, Bristol, Conn. 2013, ISBN 978-3-525-46124-2, S. 15–27.
- Verlustrealisierung. Zur Melancholie des Geldes. In: Ingo Focke, Mattias Kayser, Uta Scheferling (Hrsg.): Die phantastische Macht des Geldes. Ökonomie und psychoanalytisches Handeln. Klett-Cotta, Stuttgart 2013, ISBN 978-3-608-94785-4, S. 45–62.
- Freud’s Utopia revisited. The International Psychoanalytic University Berlin. In: International Forum of Psychoanalysis. Band 27, Nr. 1, 2018, ISSN 0803-706X, S. 35–39, doi:10.1080/0803706X.2016.1141234 (englisch, ipu-berlin.de [PDF; 321 kB; abgerufen am 6. Juni 2022]).
- Anatomie einer Geste. Gedanken zu Willy Brandts Kniefall in Warschau. In: Ewa Kobylinska-Dehe, Paweł Dybel, Ludger M. Hermanns (Hrsg.): Im Schatten von Krieg und Holocaust. Psychoanalyse in Polen im polnisch-deutsch-jüdischen Kontext. Psychosozial-Verlag, Gießen 2019, ISBN 978-3-8379-2913-3, S. 283–294.
- »My Heart Belongs to Daddy Mummy«. Einige Gedanken zu Eva Poluda-Korte und Judith Butler. In: Victoria Preis, Aaron Lahl, Patrick Henze-Lindhorst (Hrsg.): Vom Lärmen des Begehrens. Psychoanalyse und lesbische Sexualität. Psychosozial-Verlag, Gießen 2021, ISBN 978-3-8379-3038-2, S. 173–180, doi:10.30820/9783837977547-173.

### Als (Mit-)Herausgeberin
- Lilli Gast, Jürgen Körner (Hrsg.): Über die verborgenen anthropologischen Entwürfe der Psychoanalyse (= Psychoanalytische Anthropologie. Band 1). Edition diskord, Tübingen 1997, ISBN 3-89295-614-6.
- Lilli Gast, Jürgen Körner (Hrsg.): Ödipales Denken in der Psychoanalyse (= Psychoanalytische Anthropologie. Band 2). Edition diskord, Tübingen 1999, ISBN 3-89295-656-1.
- Lilli Gast, Peter Mattes (Hrsg.): Freudiana. Psychoanalytische Denkträume zum 150. Geburtstag von Sigmund Freud (= Bibliothek der Psychoanalyse). Psychosozial-Verlag, Gießen 2006, ISBN 3-89806-387-9 (pep-web.org [abgerufen am 1. Juni 2022] Rezension).
- Rolf Haubl, Johann August Schülein: Psychoanalyse und Gesellschaftswissenschaften. Wegweiser und Meilensteine eines Dialogs. Hrsg.: Cord Benecke, Lilli Gast, Marianne Leuzinger-Bohleber, Wolfgang Mertens. Kohlhammer, Stuttgart 2016, ISBN 978-3-17-022410-0.